# Emilija Antanasijević
Emilija Antanasijević je svetska i evropska šampionka u karateu. Takmiči se za karate klub Crvena zvezda, gde je dobila nagradu Naš šampion.
Karateom se bavi preko četrnaest godina, dok se za Crvenu zvezdu takmiči pet godina. Na proslavi 77. rodjendana SD Crvena zvezda, proglašena je najboljom juniorkom sportskog društva.
Na evropskom prvenstvu u Riminiju 2022. godine je osvojila tri zlatne medalje, dok je na svetskom prvenstvu u Lubinu u Poljskoj iste godine osvojila zlatnu medalju.